# Коне, Амаду
Амаду́ Коне́ (фр. Amadou Koné; родился 14 мая 2005, Бамако, Мали) — ивуарийский футболист, полузащитник саудовского клуба «Неом».

## Клубная карьера
Воспитанник малийской академии АФЕ, в июле 2023 года Коне присоединился к французскому «Реймсу». 22 октября 2023 года дебютировал за основную команду клуба, выйдя на замену в матче Лиги 1 против «Тулузы».

## Карьера в сборной
Выступал за сборную Кот-д’Ивуара до 23 лет.